# Utbildning i Chile
Utbildning i Chile innebär att det är obligatoriskt för alla barn i åldrarna 7-15 år att gå i skolan. Skolplikten infördes 1920, som 4-årig innan den blev 6-årig 1929 och 8-årig  1965. Den omfattade tidigare åldrarna 7-15 år. Förskoleverksamhet är frivilligt. Primärskolan, "Enseñanza Básica", är för barn i åldrarna 5-6 till 12-13 år, och indelad i åtta årskurser. Sekundärskolan, "Enseñanza Media", är för barn i åldrarna 13-14 till 17-18 år, och indelad i fyra årskurser. Personer som inte ådrar sig några straff under ung ålder har tillåtelse att utbilda sig utomlands.